# Amtsgericht Adorf
Das Amtsgericht Adorf war ein Gericht der ordentlichen Gerichtsbarkeit und eines von zwölf Amtsgerichten im Sprengel des Landgerichtes Plauen mit Sitz in Adorf/Vogtl.

## Geschichte
Von 1856 bis 1879 bestand in Adorf das Gerichtsamt Adorf als erstinstanzliches Gericht. Mit den Reichsjustizgesetzen wurde das Gerichtsamt Adorf aufgelöst und das Amtsgericht Adorf als Nachfolger des Gerichtsamtes eingerichtet. Der Amtsgerichtsbezirk umfasste:
- Adorf mit Sorge, Schadendeck und Kessel
- Arnsgrün mit Knallhütte
- Bad Elster mit Neubau und Kessel
- Bärendorf mit Geiershäusern und Sorge
- Bärenloh
- Bergen
- Brambach (Unterbrambach) mit Feldpöhl, Forst und Hammer
- Carlsgasse
- Christiansreuth
- Frauengrün
- Freiberg mit Finkenburg
- Gürth
- Heißenstein
- Hennebach
- Hermsgrün mit Tännichgut
- Hohendorf mit Deckerhäusern
- Jugelsburg mit alten Jugelsburghäusern, Studenmühle und Vogelbeerhäusern
- Kleedorf
- Leubetha mit Mühlleithe und oberem und unterem Hammer
- Mühlhausen mit Jüdenloh
- Oberbrambach
- Obergettengrün
- Raun mit oberen und unteren Lohhäusern und Raunerhammer
- Raunergrund
- Rebersreuth
- Remtengrün
- Reuth bei Adorf mit Schwarzenbrunn (anteilig)
- Röthenbach
- Rohrbach (Wetterhütte)
- Saalig
- Schönberg mit Bärenteich, Großenteich und Scheidemühle
- Schönlind mit Neustadt
- Siebenbrunn
- Sohl mit Birkenwald und Schwarzenbrunn (anteilig)
- Sträßel
- Untergettengrün mit Schachthäusern
- Weidigt
- Wohlbach mit Zulehn
- Elsterer Forstrevier.

Das Amtsgericht Adorf war eines von zwölf Amtsgerichten im Bezirk des Landgerichtes Plauen. Der Amtsgerichtsbezirk umfasste danach 14.659 Einwohner. Das Gericht hatte damals eine Richterstelle und war ein kleines Amtsgericht im Landgerichtsbezirk.